# Derechos de las mujeres en Egipto

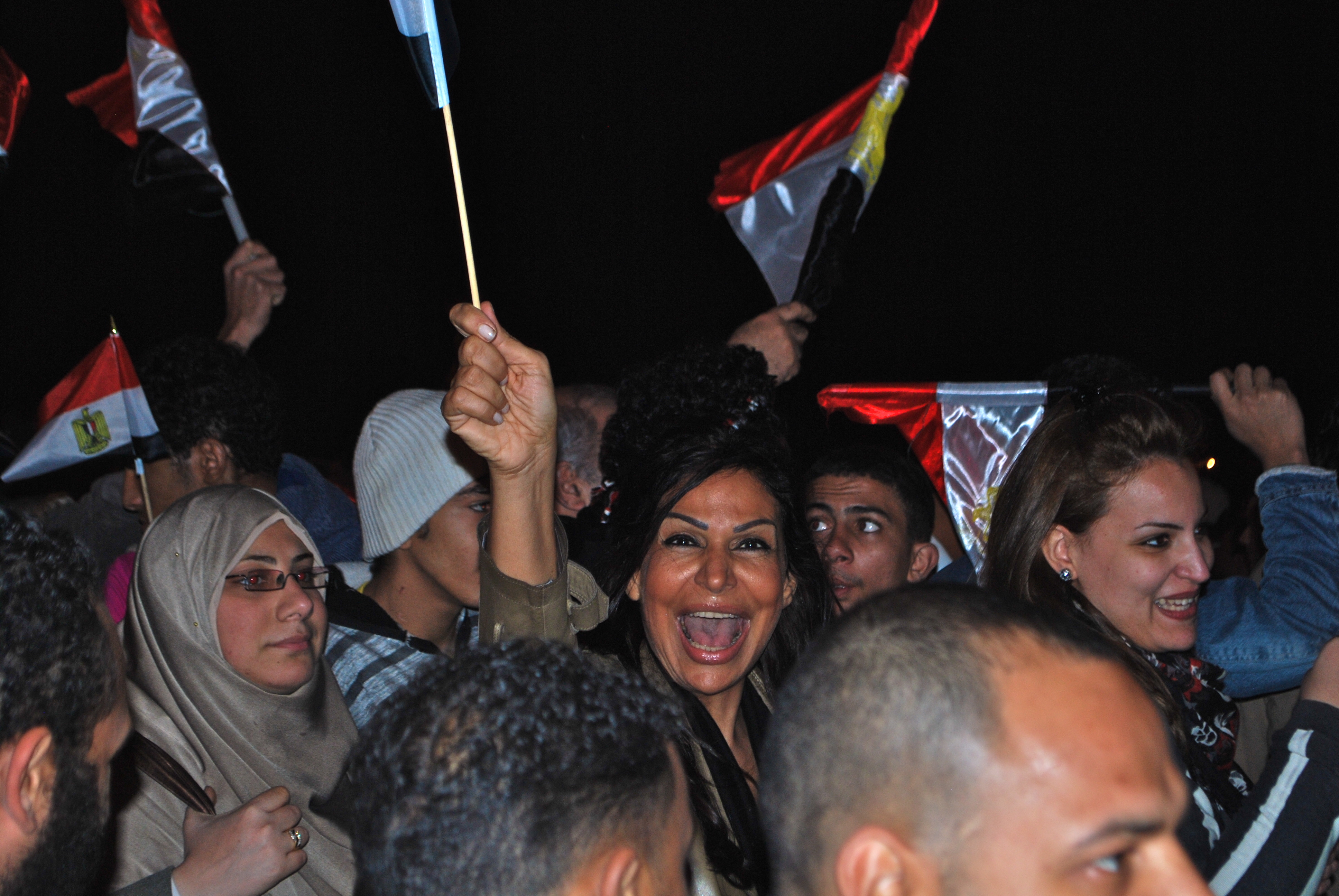
Mujeres durante la Revolución egipcia de 2011 bajo Mubarak.

La situación de las mujeres en Egipto ha cambiado a lo largo de la historia, desde la antigüedad hasta los tiempos modernos. En los primeros registros arqueológicos conservados, las mujeres egipcias eran consideradas casi iguales a los hombres en la sociedad egipcia, independientemente de su estado civil.[cita requerida]
En la actualidad la situación de los derechos de las mujeres en Egipto es crítico con la práctica de la mutilación genital femenina, los delitos de honor y el acoso sexual, que siguen siendo problemas graves para las mujeres. En 2013 Egipto fue clasificado como el peor país del mundo en lo que respecta a la condición de la mujer.
La presencia de mujeres en la Cámara de Diputados de Egipto (datos de 2015) era del 14.9 % del total, las mujeres en la fuerza de trabajo en 2014 representaban el 26 %, el Informe en la Brecha Global de Género del 2013 se ubicó en 0.5935 (posición 125 de 144 estados).

## Las mujeres en el Antiguo Egipto
Las mujeres eran consideradas inferiores a los hombres desde el momento en que llegaron a una mayor jerarquía del país, con un solo líder dominante sobre sus campesinos; esta jerarquía fue similar a aquella en la que se trató a la clase más pobre en la Edad Media.
A pesar de la igualdad formal al menos para las mujeres de alto rango, se esperaba que las mujeres evitaran el contacto con hombres que no fueran parientes y se ocultaran en público.
Como hijas, las mujeres se criaron para depender únicamente de sus padres y hermanos mayores. Cuando las mujeres se casaban, dependían de sus maridos para tomar todas las decisiones, mientras que las propias mujeres dependían de las tareas domésticas. Las familias del  esposo esperaban que las mujeres egipcias casadas tuvieran hijos, pero particularmente hombres. Era común que las parejas casadas continuaran reproduciéndose hasta tener al menos dos hijos o  uno
La esterilidad fue considerada como una grave desgracia para las mujeres egipcias, así como la incapacidad de producir descendencia masculina. Las mujeres que únicamente tenían hembras recibieron nombres despectivos, como «madres de novias». Una familia con hijos sanos criados fue considerada una seguridad; se pensaba que una mujer egipcia estaba en la cima de su poder cuando sus hijos se habían casado porque automáticamente adquiría el control sobre las nuevas familias formadas de sus hijos.
Las mujeres tradicionalmente estaban ocupadas con varias tareas familiares y la educación de hijos, y rara vez tenían oportunidades de contacto con hombres fuera del círculo familiar. La reina Tiy, la abuela del rey Tutankamón, estaba tan inmersa en la política que el vecino rey Mitanni le escribió para asegurar la buena voluntad entre su gente cuando su hijo Akhenaton ascendió al trono.

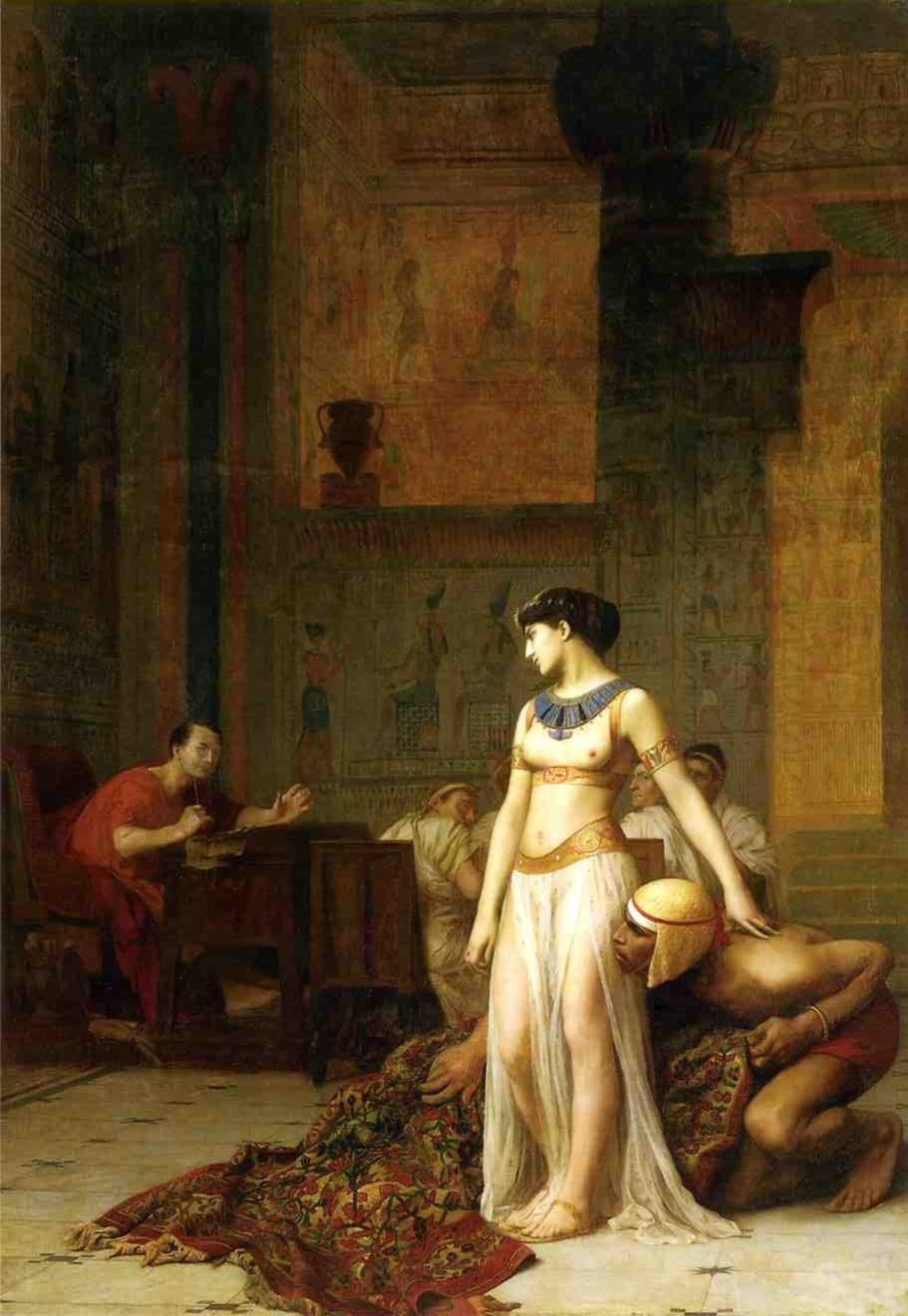
Cleopatra VII y Julio César. Pintura de Jean-Léon Gérôme.

A diferencia de la mayoría de las mujeres egipcias tradicionales, Cleopatra VII y Nefertiti se encontraban entre las pocas que tuvieron un gran impacto como gobernantes del antiguo Egipto. Cleopatra era conocida por haber gobernado con Marco Antonio alrededor del 31 a. C. y también en corregencia de sus dos hermanos y de su hijo Cesarión. Además de las gobernantes egipcias, Hatshepsut usurpó el trono, y reinó en Egipto como faraón desde aproximadamente 1503 hasta 1480 a. C. Ella basó la mayor parte de la economía de Egipto en el comercio.
Aunque no muchas mujeres han actuado en la sociedad egipcia como gobernantes, se han considerado con igualdad de condiciones y oportunidades legales. Se demostró que las mujeres tenían la oportunidad de participar en la economía, en su papel como comerciantes, como sucedió más tarde en el imperio Romano, especialmente entre las clases más bajas. Las mujeres también habían participado en actividades religiosas, como las que eran sacerdotisas . En la Dinastía VI, Nebet se convirtió en visir y, por lo tanto, en la primera mujer en la historia de Egipto en desempeñar ese cargo.
Las mujeres también pueden poseer propiedades, divorciarse de sus esposos, vivir solas y ocupar cargos principales, en su mayoría religiosos, en semejanza con las mujeres asirias. Únicamente los hijos de la Gran esposa real podían esperar tener éxito en el trono, y si no hubiera hijos varones, entonces un hijo de otra esposa o concubina podía obtener el trono casándose con la hija heredera, y quienquiera que lo hiciera se convertiría en el nuevo rey. Ya sea a través del poder político y/o religioso, algunas mujeres lograron convertirse, de facto o de jure, en los más altos funcionarios en el reino, y compartir un estado de corregencia con hombres, incluso siendo representadas en monumentos con la misma altura que sus esposos e incluso como los otros dioses de Egipto.
Así fueron los casos de Hatshepsut, Nefertiti, Ahmose-Nefertari y las reinas egipcias de Nubia, que pudieron mantener este estado. Los oficios religiosos femeninos más importantes fueron los de la Esposa del dios o la «Novia divina de Amón». Políticamente, a menudo, lograron convertirse interregnum queen. En la dinastía ptolemaica, este ascenso al poder se sublimó con el establecimiento de un sistema de corregencia, en el que las reinas tenían la misma posición que los reyes y eran lo suficientemente poderosas como para obtener esa corregencia por sí mismas.

## Estado moderno

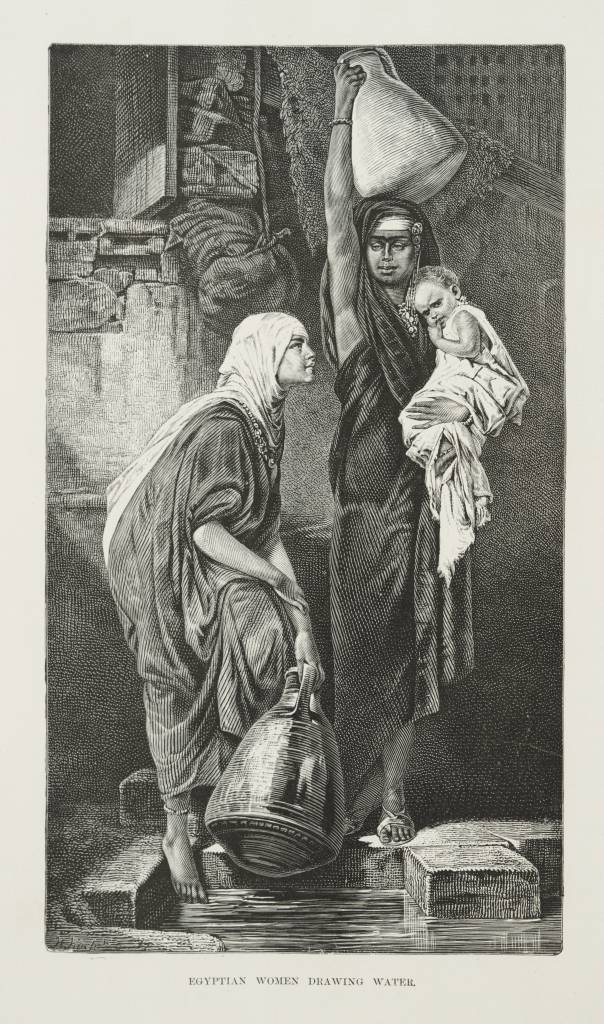
Dos mujeres sosteniendo grandes jarras de agua. Una lleva un bebé (1878).

Para limitar el contacto de las mujeres con los hombres como una tradición, las prácticas como el velo y la segregación de género en las escuelas, el trabajo y la recreación se han vuelto comunes. Además, las familias de clase baja, especialmente en el Alto Egipto, han tendido a retirar a las mujeres de la escuela al llegar a la pubertad para minimizar su interacción con los hombres. Los hombres de clase baja con frecuencia preferían el matrimonio con las mujeres que habían estado aisladas más que con las que habían trabajado o asistido a la escuela secundaria.
La regla de Gamal Abdel Nasser se caracterizó por su política de abogar con rigor por los derechos de las mujeres a través de políticas de bienestar social, calificadas como feminismo estatal. A las mujeres se les garantizó el derecho al voto y la igualdad de oportunidades se estableció explícitamente en la Constitución egipcia de 1956, prohibiendo la discriminación basada en el género. Las leyes laborales se modificaron para garantizar la posición de las mujeres en la fuerza laboral y la licencia de maternidad estaba legalmente protegida. Al mismo tiempo, el estado reprimió a las organizaciones feministas independientes, dejando una escasez de representación política femenina.

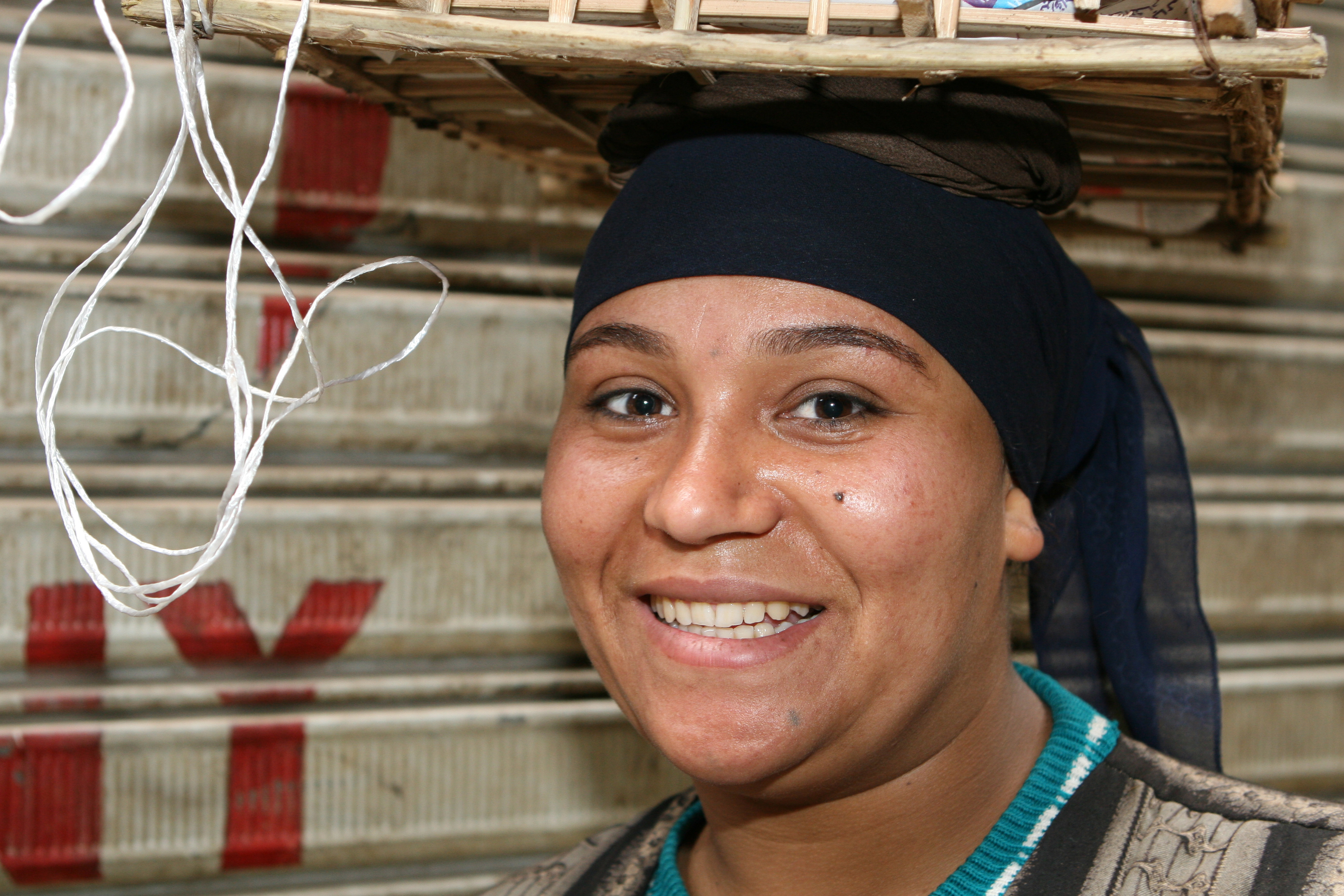
Mujer en un bazar de El Cairo.

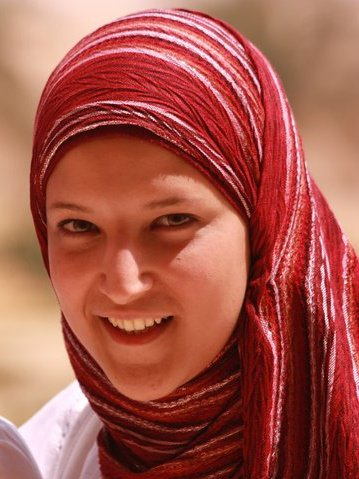
Mujer con velo.

Los años de Mubarak estuvieron marcados por una mayor erosión del papel de la mujer. Los escaños parlamentarios conservados para mujeres y la ley de estatuto personal de 1979 fueron revocados en 1987, una nueva ley suavizada reemplazó a las mujeres y les permitió tener menos poder en los casos de divorcio.
La migración de un gran número de egipcios, en su mayoría hombres, también ha afectado el estatus de las mujeres egipcias. Un estudio realizado por la Organización Internacional para las Migraciones encontró que dos tercios de los hogares de inmigrantes entrevistados estaban encabezados por una mujer en ausencia del migrante masculino (esposo/padre). Para estas familias, las remesas representaron una fuente importante de ingresos, representando el 43 % de sus ingresos totales. El 52 % de las esposas de los migrantes decidían independientemente cómo gastar el dinero recibido. En los casos restantes, el jefe de familia disfrutó de una buena cantidad de autonomía, ya que la decisión sobre cómo usar el dinero de las remesas se logró a través de consultas mutuas entre el migrante y el jefe de familia y únicamente en algunos pocos casos (11 %) el migrante decidió solo.
Una encuesta del año 2010 del Pew Research Center mostró que el 45 % de los hombres egipcios y el 76 % de las mujeres apoyaban la igualdad entre mujeres y hombres. La misma encuesta mostró que, en principio, las personas tienden a aceptar el derecho de las mujeres a trabajar fuera del hogar, y el 61 % de los encuestados está de acuerdo en que «las mujeres deberían poder trabajar fuera del hogar», pero al mismo tiempo mostrando algunas reservas, con únicamente el 11 % de los hombres y el 36 % de las mujeres totalmente de acuerdo con esa afirmación; y el 75 % está de acuerdo en que «cuando los empleos son escasos, los hombres deberían tener más derecho a un trabajo». Las encuestas realizadas en 2010 y 2011 muestran que el 39 % consideró la igualdad como «muy importante» para la futura posrevolución de Egipto y el 54 % de los egipcios apoyaron la segregación sexual en el lugar de trabajo.
La mutilación genital femenina fue declarada ilegal en Egipto en 2008. En 2012, Unicef informó que el 91 % de las niñas y mujeres egipcias de 15 a 49 años de edad habían sido sometidas a la mutilación genital femenina. En junio de 2013, Soheir al-Batea, de 13 años, murió tras ser mutilada genitalmente. El médico responsable del procedimiento fue el primer médico en Egipto juzgado por cometer una mutilación genital femenina. El 20 de noviembre de 2014 fue declarado inocente.

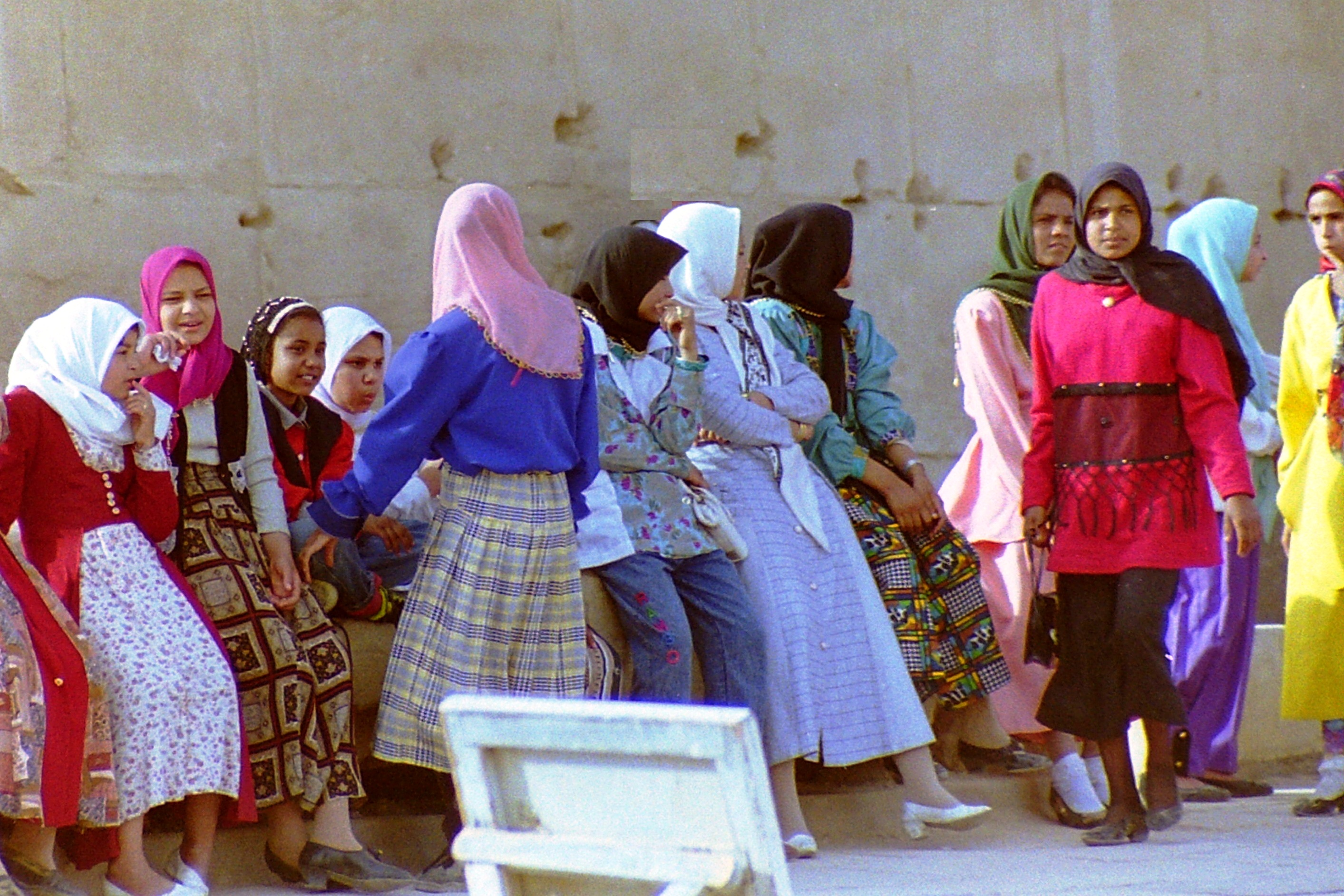
Niñas de una escuela que visitan el Templo egipcio de Isis de la isla de File (Egipto) (1995).

La tasa de alfabetización de las mujeres (de 15 años y más) es del 65.4 %, que es inferior a la de los hombres, que es del 82.2 % —datos de 2015—. Egipto es en gran parte un país rural, con únicamente el 43.1 % de la población que es urbana —en 2015—, y el acceso a la educación es pobre en las áreas rurales.
La mayoría de las mujeres en Egipto han adoptado algún tipo de velo, con una mayoría de mujeres egipcias cubriendo al menos su cabello con el hijab; sin embargo, cubrir la cara con un Nicab únicamente es practicado por una minoría de mujeres.
Las familias suelen ser de tamaño mediano, con una tasa de fertilidad total (TFR) de 3.53 hijos nacidos/mujer —estimación de 2016—.  La tasa de prevalencia de anticoncepción es alta, con un 60.3 % —en 2008—.
En una encuesta anual de 2013 realizada por la Fundación Thomson Reuters se denunció que Egipto era el peor de los 22 estados árabes en el respeto a los derechos de las mujeres, mientras Comoras era el mejor.

### Violencia contra las mujeres

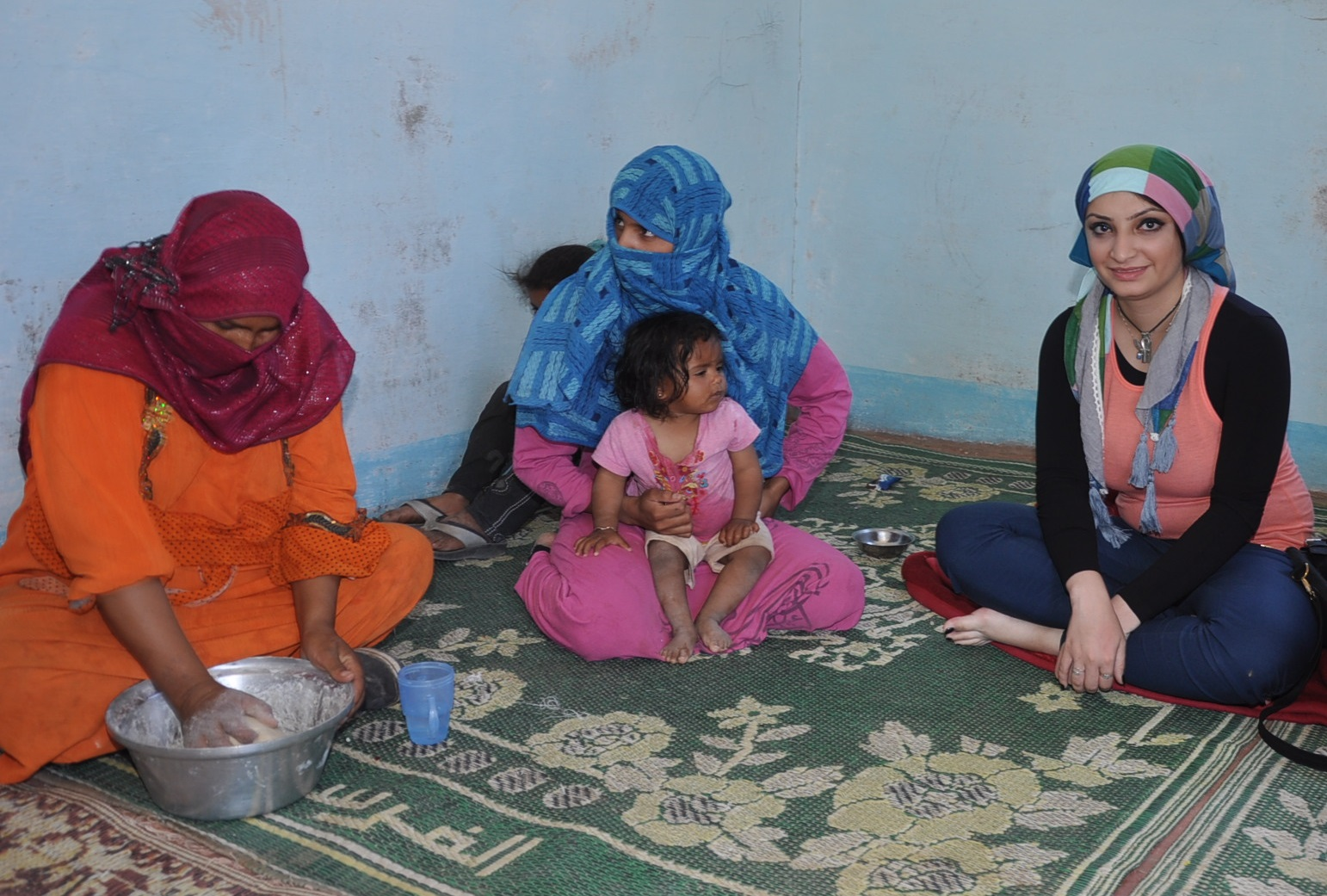
Mujeres y niñas en el interior de una casa.

#### Violencia sexual
En una encuesta realizada en 2010 a 1010 mujeres del «Centro Egipcio de los Derechos de las Mujeres», el 98 % de las mujeres extranjeras y el 83 % de las mujeres nativas dijeron que habían tenido abuso sexual y 2/3 de los hombres dijeron que habían acosado a las mujeres. Las mujeres que llevaban ropa tradicional, un velo islámico o el nicab también fueron atacadas. En 2013, la Entidad de las Naciones Unidas para la Igualdad de Género y el Empoderamiento de las Mujeres informó que el 99.3 % de las mujeres egipcias habían sufrido algún tipo de acoso.
Human Rights Watch reportó 91 agresiones sexuales en cuatro días a partir del 30 de junio de 2013 durante las protestas en la Plaza Tahrir, así como 19 casos de agresiones sexuales de la mafia en enero. El director adjunto de Medio Oriente en HRW dijo que los ataques estaban «impidiendo que las mujeres participen plenamente en la vida pública de Egipto en un momento crítico del desarrollo del país». El 4 de junio de 2013, una ley que penalizaba el abuso sexual por primera vez en la historia moderna de Egipto fue aprobada por el entonces presidente interino, Adly Mansour.
El 14 de junio de 2014 se celebró una manifestación para protestar contra el acosos sexual frente a la Ópera de El Cairo después de que el 8 de junio una mujer fue agredida sexualmente por un grupo de hombres durante la celebración de la toma de posesión del presidente Al Sisi en la Plaza Tahrir. Egipto pidió a YouTube que se retirar el video en el que se veía a la chica desnuda, con heridas, siendo arrastrada por la plaza tras la agresión por la que fueron detenidos siete hombres entre 15 y 49 años.
Grupos de derechos humanos documentaron 250 casos de violencia sexual contra las mujeres entre noviembre de 2012 y enero de 2014 incluidos asaltos sexuales en la Plaza Tahrir especialmente durante las protestas. En agosto de 2014 varios hombres fueron encarcelados.
El 25 de noviembre de 2018 se lanzó una iniciativa nacional para combatir la violencia contra las mujeres  por parte del Ministerio de Cooperación Internacional con una campaña para combatir el acoso sexual en los transportes y en los espacios públicos.
En julio de 2019 la detención de una menor de 15 años por apuñar a un conductor que trataba de violarla y su batalla judicial se convirtió en el símbolo de las discriminaciones que las mujeres sufren en los tribunales.
El 16 de agosto de 2020 se aprobó una ley para proteger la identidad de las mujeres que denuncien acoso o agresiones sexuales otorgando directamente a la víctima el anonimato.

#### Asesinato de honor
Los asesinatos por honor se llevan a cabo en Egipto con relativa frecuencia, debido a razones como que una mujer se encuentra con un hombre no emparentado, incluso si esto es únicamente una acusación; o adulterio —real o sospechoso—.

#### Mutilación genital femenina
La mutilación genital femenina está muy extendida en Egipto, ya que la mayoría de las mujeres se han sometido a alguna versión del procedimiento, aunque la práctica es menos común entre los jóvenes.  La práctica está profundamente arraigada en la cultura y precede tanto al cristianismo como al islam. Su principal objetivo sería preservar la castidad, incluso si su función social es muy complicada. Toda forma de mutilación fue prohibida en 2008, pero la aplicación de la ley dejó fue bastante débil; en 2016, la ley se endureció considerando cualquier mutilación como un delito grave.
Las mujeres continuaron enfrentando una protección inadecuada contra la violencia sexual y de género, así como la discriminación de género en la ley y la práctica, particularmente bajo las leyes de estatus personal que regulan el divorcio. Una niña de 17 años murió el 29 de mayo, según informes, por hemorragia, tras la mutilación genital femenina (MGF) en un hospital privado de la gobernación de 
Suez. Cuatro personas se enfrentaron a un juicio por cargos de lesiones letales y MGF, incluida la madre de la niña y el personal médico según el informe de Amnistía Internacional de 2016/2017.

## Matrimonio y divorcio
El matrimonio era considerado una parte muy importante en la antigua sociedad egipcia; era un asunto casi completamente privado y, como resultado, no se guardaban muchos documentos o registros del matrimonio. Además, no todos los matrimonios egipcios fueron concertados, más bien, la mayoría de las hijas habían convencido a sus familias para su aprobación hacia sus futuros cónyuges.
Las mujeres egipcias que estaban casadas fueron altamente reconocidas. Era común que las mujeres se casaran después de la edad de la menstruación, hacia la edad de 14 años. Por lo general, se consideraban casadas después de haber dejado la protección de la casa de su padre. También se reconoció que, aunque la mujer quedaba bajo el cuidado de su cónyuge, su esposo no se convertía en su tutor legal y la mujer permanecía independiente mientras controlaba sus propios activos. Para las mujeres no reales en el antiguo Egipto, el título de esposa también vino con el título «señora de la casa». El papel de esposa incluía cuidar el hogar.
Las leyes de Egipto relacionadas con el matrimonio y el divorcio han cambiado con los años, sin embargo, en general han favorecido la posición social de los hombres, aunque la reforma continúa. Egipto mantuvo la inclusión de la ley islámica en las relaciones del derecho de familia, luego de su independencia judicial y administrativa del imperio Otomano en 1874. Tradicionalmente, a los esposos musulmanes se les permitía tener hasta cuatro esposas a la vez, de acuerdo con la costumbre religiosa islámica, pero una mujer podía tener un único esposo a la vez. Un musulmán podía divorciarse de su esposa con facilidad diciendo «te rechazo» en tres ocasiones distintas en presencia de testigos. Sin embargo, por ejemplo en la escuela más estricta del derecho de familia Hanafí, una mujer podía divorciarse de su marido en el caso de su impotencia sexual o al elegir la «opción de la pubertad». Las primeras reformas que cambiaron este estado de cosas se produjeron en la década de 1920 con la Ley N.º 25 de 1920 y 1929. Estas reformas incluyeron los siguientes detalles sobre los motivos legítimos para que una mujer pudiera solicitar el divorcio:
1. Si su esposo no le proporcionaba mantenimiento suficiente (nafaqah).
2. Si se descubría que su esposo tenía una enfermedad peligrosa o contagiosa.
3. Si ella hubiera sido abandonada por su marido.
4. Si ella había sido maltratada por su marido.[46]

Estas reformas fueron posibles a través de la escuela de pensamiento de Malikiti, que era más liberal. Según lo sugerido por Rifa'a Al-Tahtawi (1801-1873), se podría lograr una actitud más progresista hacia los derechos de las mujeres mientras se mantiene dentro de un marco islámico, mirando a otra de las escuelas del sunismo. Otras reformas se introdujeron en 1971, y éstas también comenzaron a incluir debates sobre si la ley de la Sharia debería incluirse en la nueva constitución. Aisha Ratib se convirtió en Ministra de Asuntos Sociales y en noviembre de 1971 se sugirieron las siguientes revisiones:
1. Que la edad para el matrimonio legal se incrementara a 18 para las mujeres y 21 para los hombres.
2. Que se requeriera la autorización de un juez para la poligamia.
3. Que el divorcio no podría llevarse a cabo sin la presencia de un juez.
4. Para permitirle a la madre un período de tutela más prolongado, pero también por el hecho de que la tutela en caso de divorcio debería haber sido otorgada al padre que se considere más adecuado para proporcionarla.
5. Estos jueces deberían tener una mayor participación en los casos de derecho de familia, y que las jueces deben ser consideradas para tratar los casos de derecho de familia.[47]

El gobierno modificó las leyes sobre el estatuto personal en 1979. Las enmiendas, conocidas como «ley de los derechos de las mujeres», tenían la forma de un decreto presidencial y posteriormente fueron aprobadas por la Asamblea del Pueblo Egipcio. El principal clero ortodoxo islámico aprobó estas enmiendas, pero los grupos que se refugiaron en el islamismo se opusieron a ellas como violaciones estatales de los preceptos religiosos y organizaron una campaña para su derogación. Las enmiendas establecieron que la poligamia era legalmente perjudicial para la primera esposa y se le dio derecho al divorcio  a demandar por el divorcio dentro de un año después de enterarse del segundo matrimonio de su esposo. Las enmiendas también decretaron compensación para la primera esposa. Un esposo mantuvo el derecho de divorciarse de su esposa sin recurrir a los tribunales, pero se vio obligado a presentar un divorcio ante los testigos en la oficina de registro e informar a su esposa de manera oficial e inmediata.
La esposa divorciada tendría derecho a manutención durante un año, además de una compensación equivalente a dos años de manutención; un tribunal podría aumentar estas cantidades en ciertas circunstancias como la disolución de un matrimonio prolongado. La esposa divorciada retuvo automáticamente la custodia de sus hijos menores de diez años y de sus hijas menores de doce años; los tribunales podrían extender la custodia de la madre a los menores hasta el decimoctavo cumpleaños.
En 1985, las autoridades egipcias dictaminaron que las enmiendas de 1979 eran inconstitucionales porque fueron emitidas por decreto presidencial mientras la Asamblea del Pueblo Egipcio no estaba en sesión. Una nueva ley ha revocado muchos de los derechos otorgados a las mujeres en 1979. La mujer perdía el derecho automático a divorciarse de su esposo si se casaba con una segunda esposa. Todavía podría solicitar a un tribunal que considerara su caso, pero un juez otorgaría el divorcio únicamente si era en interés de la familia. Si se concediera un divorcio, el juez también determinaría cuál era la residencia apropiada para la mujer divorciada y sus hijos.
Los cambios en la legislación de divorcio en 1979 y 1985 no cambiaron significativamente la tasa de divorcio, que ha sido relativamente alta desde principios de los años cincuenta. Aproximadamente uno de cada cinco matrimonios terminó en divorcio durante los años ochenta. El nuevo matrimonio fue común y la mayoría de los hombres y mujeres divorciados esperaban volver a casarse. Siete de cada diez divorcios se celebraron en los primeros cinco años de matrimonio y uno de cada tres en el primer año. La tasa de divorcio depende de la residencia y el nivel de educación. Las tasas más altas se encontraban entre las clases urbanas más bajas, las tasas más bajas entre los aldeanos del Alto Egipto. En todo el país, hasta el 95 % de todos los divorcios se han producido entre parejas analfabetas. La violación conyugal no está establecida específicamente en Egipto.

## Mujeres egipcias activistas
- Aminah al-Said
- Aida El-Kashef
- Aliaa Magda Elmahdy
- Mona Eltahawy
- Hikmat Abu Zayd
- Malak Hifni Nasif
- Nabawiyya Musa
- Nawal El Saadawi
- Jehan Sadat
- Huda Sha'arawi
- Doria Shafik
- Suhayr al-Qalamawi
- Latifa al-Zayyat